# المردعة (حبيل جبر)

تعديل مصدري - تعديل

المردعة هي إحدى قرى عزلة حبيل جبر بمديرية حبيل جبر التابعة لمحافظة لحج، بلغ تعداد سكانها 169 نسمة حسب تعداد اليمن لعام 2004.